# Ophthalmitis infusaria
Ophthalmitis infusaria är en fjärilsart som beskrevs av Walker 1860. Ophthalmitis infusaria ingår i släktet Ophthalmitis och familjen mätare. Inga underarter finns listade i Catalogue of Life.